# 大徳寺 (白岡市)
大徳寺（だいとくじ）は、埼玉県白岡市にある曹洞宗の寺院。

## 歴史
延暦年間（782年 - 806年）、徳佑によって開山された。徳佑は徳一の弟子で、徳一の関東巡錫の折、当地で大日如来像を安置する堂宇を建てたのが当寺の起源である。
小手指原の戦いを戦った脇屋義助（義貞の弟）が当寺にて休憩を取っている。義助が出発した後、鎌倉幕府軍が当寺に火を付けて伽藍を焼失させた。その際、当時の本尊だった大日如来像の頭と手だけを何とか救出、沼に投げ込んだことで全焼を免れた。その後、修復して現在は大日堂に納められている。
1470年（文明2年）、地元の「吉田将監」という人物により中興された。その際に、真言宗から曹洞宗に転宗している。

## 文化財
- 木造大日如来坐像（白岡市指定文化財 昭和56年11月1日指定）[4]

## 交通アクセス
- 路線バス蓮田新道停留所より徒歩27分。